# 2685 Мазурський
2685 Мазурський (2685 Masursky) — астероїд головного поясу, відкритий 3 травня 1981 року.
Тіссеранів параметр щодо Юпітера — 3,391.
Названий на честь Гарольда Мазурського (англ. Harold Masursky; 1922 – 1990) – американського геолога й астронома